# Arcidiocesi di Kananga

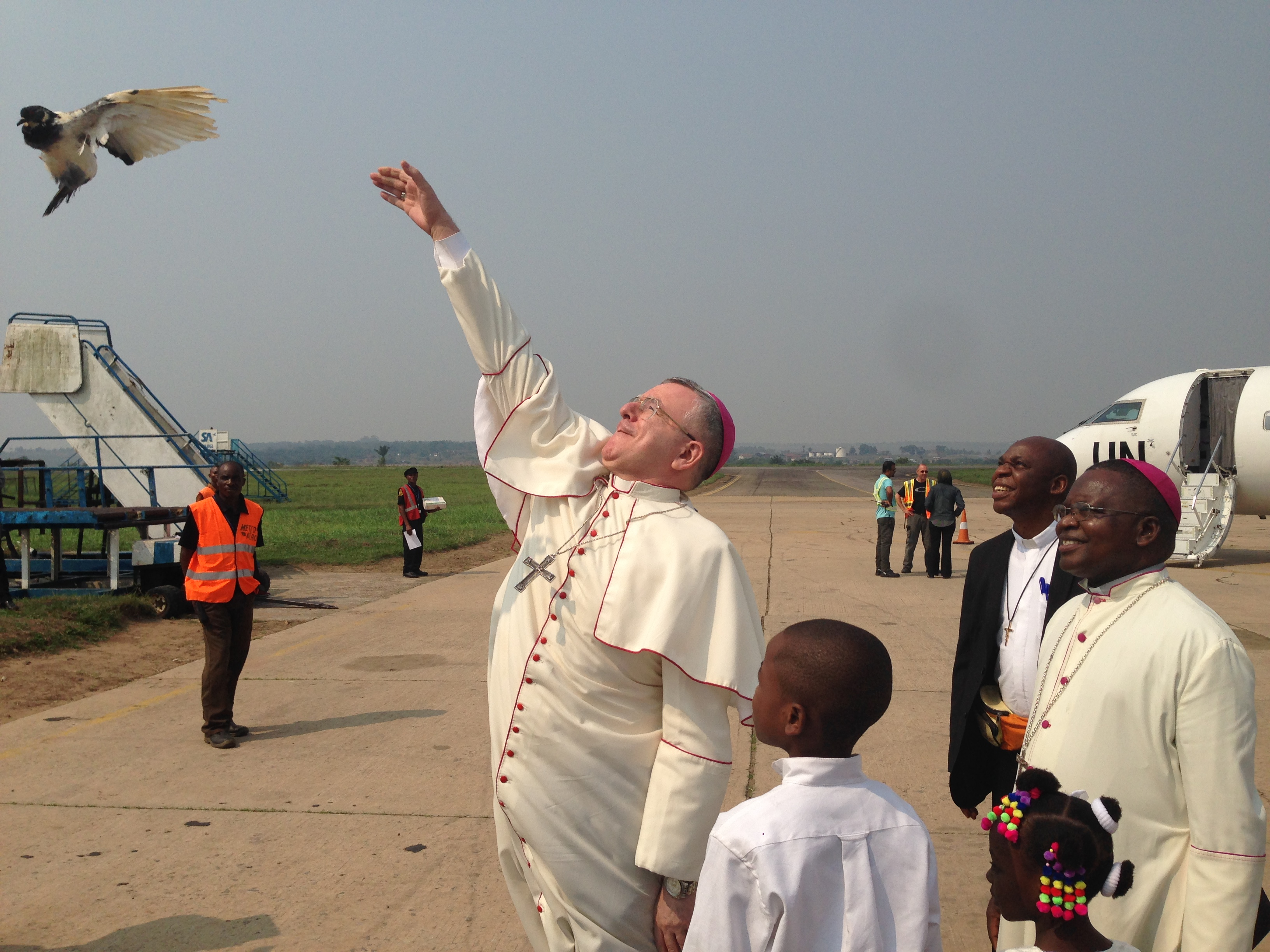
Il nunzio apostolico mons. Montemayor libera una colomba in segno di pace all'aeroporto di Kananga, alla presenza del presidente della conferenza episcopale congolese mons. Utembi e dell'arcivescovo di Kananga mons. Madila

L'arcidiocesi di Kananga (in latino Archidioecesis Kanangana) è una sede metropolitana della Chiesa cattolica nella Repubblica Democratica del Congo. Nel 2021 contava 2.531.995 battezzati su 4.245.600 abitanti. È retta dall'arcivescovo Félicien Ntambue Kasembe, C.I.C.M.

## Territorio
L'arcidiocesi comprende i territori di Demba, Dimbelenge, Dibaya e parte di quello di Kazumba nella provincia del Kasai Centrale, nella Repubblica Democratica del Congo.
Sede arcivescovile è la città di Kananga, dove si trova la cattedrale di San Giuseppe Mikalayi.
Il territorio si estende su circa 33.000 km² ed è suddiviso in 60 parrocchie.

## Storia
La missione sui iuris del Kasai superiore fu eretta con decreto di Propaganda Fide il 26 luglio 1901, ricavandone il territorio dal vicariato apostolico del Congo indipendente o belga (oggi arcidiocesi di Kinshasa).
Il 18 marzo 1904 fu elevata al rango di prefettura apostolica.
Il 30 giugno 1911 cedette una porzione di territorio a vantaggio dell'erezione della prefettura apostolica del Katanga settentrionale (oggi diocesi di Kongolo).
Il 13 giugno 1917 la prefettura apostolica fu elevata a vicariato apostolico con il breve Quae catholici nomini di papa Benedetto XV.
Nel marzo del 1921 cedette una porzione del suo territorio alla prefettura apostolica di Koango (oggi diocesi di Kikwit).
Il 25 maggio 1936 e il 13 aprile 1937 cedette altre porzioni del suo territorio a vantaggio dell'erezione rispettivamente delle prefetture apostoliche di Tshumbe (oggi diocesi) e Ipame (oggi diocesi di Idiofa).
Il 10 marzo 1949 cambiò nome in favore di vicariato apostolico di Luluabourg.
Il 24 marzo 1953 cedette ancora porzioni del suo territorio a vantaggio dell'erezione del vicariato apostolico di Kabinda (oggi diocesi) e della prefettura apostolica di Mweka (oggi diocesi).
Il 25 aprile 1959 cedette un'ulteriore porzione del suo territorio a vantaggio dell'erezione del vicariato apostolico di Luebo (oggi diocesi).
Il 10 novembre dello stesso anno il vicariato apostolico è stato elevato al rango di arcidiocesi metropolitana con la bolla Cum parvulum di papa Giovanni XXIII.
Il 22 novembre 1963, il 3 maggio 1966 e il 26 settembre 1967 ha ceduto altre porzioni del suo territorio a vantaggio dell'erezione rispettivamente dell'amministrazione apostolica di Mbuji-Mayi (oggi diocesi di Mbujimayi) e delle diocesi di Mbujimayi e di Luiza.
Il 14 giugno 1972 per effetto del decreto Cum Excellentissimus della Congregazione per l'evangelizzazione dei popoli cambiò nome in favore di arcidiocesi di Kananga.
Il 24 agosto 1972 in virtù del decreto Quo facilius della Congregazione per l'evangelizzazione dei popoli si è ampliata, includendo la missione di Dibinga, che era appartenuta alla diocesi di Mweka.

## Cronotassi dei vescovi
Si omettono i periodi di sede vacante non superiori ai 2 anni o non storicamente accertati.
- Émeri Cambier, C.I.C.M. † (20 agosto 1901[2] - 1918 deceduto)
- Auguste Declercq, C.I.C.M. † (24 agosto 1918 - 29 ottobre 1938 deceduto)
- Louis-Georges-Firmin Demol, C.I.C.M. † (29 ottobre 1938 succeduto - 22 aprile 1948 dimesso)
- Bernard Mels, C.I.C.M. † (10 marzo 1949 - 26 settembre 1967 nominato arcivescovo, titolo personale, di Luiza)
- Martin-Léonard Bakole wa Ilunga † (26 settembre 1967 - 3 marzo 1997 ritirato)
- Godefroid Mukeng'a Kalond, C.I.C.M. (3 marzo 1997 - 3 maggio 2006 ritirato)
- Marcel Madila Basanguka (9 dicembre 2006 - 21 dicembre 2022 dimesso)
- Félicien Ntambue Kasembe, C.I.C.M., dal 19 marzo 2024[3]

## Statistiche
L'arcidiocesi nel 2021 su una popolazione di 4.245.600 persone contava 2.531.995 battezzati, corrispondenti al 59,6% del totale.
| anno | popolazione | popolazione | popolazione | presbiteri | presbiteri | presbiteri | presbiteri                | diaconi | religiosi | religiosi | parrocchie |
| anno | battezzati  | totale      | %           | numero     | secolari   | regolari   | battezzati per presbitero | diaconi | uomini    | donne     | parrocchie |
| ---- | ----------- | ----------- | ----------- | ---------- | ---------- | ---------- | ------------------------- | ------- | --------- | --------- | ---------- |
| 1950 | 386.558     | 1.500.000   | 25,8        | 181        | 26         | 155        | 2.135                     |         | 48        | 225       |            |
| 1970 | 526.520     | 1.059.943   | 49,7        | 182        | 8          | 174        | 2.892                     |         | 214       | 215       | 13         |
| 1980 | 578.000     | 1.186.000   | 48,7        | 88         | 23         | 65         | 6.568                     |         | 92        | 170       | 16         |
| 1990 | 726.000     | 1.453.000   | 50,0        | 125        | 83         | 42         | 5.808                     |         | 87        | 235       | 22         |
| 1999 | 1.001.000   | 2.001.000   | 50,0        | 125        | 98         | 27         | 8.008                     |         | 72        | 276       | 48         |
| 2000 | 1.250.000   | 2.100.000   | 59,5        | 130        | 105        | 25         | 9.615                     |         | 77        | 280       | 48         |
| 2001 | 1.320.000   | 2.200.000   | 60,0        | 129        | 103        | 26         | 10.232                    |         | 76        | 286       | 49         |
| 2002 | 1.320.000   | 2.200.000   | 60,0        | 116        | 98         | 18         | 11.379                    |         | 56        | 256       | 51         |
| 2003 | 1.331.000   | 2.200.000   | 60,5        | 118        | 95         | 23         | 11.279                    |         | 59        | 212       | 51         |
| 2004 | 1.335.000   | 2.200.000   | 60,7        | 117        | 93         | 24         | 11.410                    |         | 62        | 262       | 53         |
| 2006 | 1.397.000   | 2.320.000   | 60,2        | 129        | 98         | 31         | 10.829                    |         | 74        | 293       | 54         |
| 2011 | 1.895.000   | 2.769.000   | 68,4        | 183        | 136        | 47         | 10.355                    |         | 95        | 510       | 62         |
| 2013 | 2.001.000   | 2.924.000   | 68,4        | 190        | 147        | 43         | 10.531                    |         | 113       | 541       | 64         |
| 2016 | 2.160.000   | 3.156.000   | 68,4        | 190        | 153        | 37         | 11.368                    |         | 105       | 573       | 70         |
| 2019 | 2.373.000   | 3.979.000   | 59,6        | 196        | 159        | 37         | 12.107                    |         | 105       | 573       | 70         |
| 2021 | 2.531.995   | 4.245.600   | 59,6        | 152        | 114        | 38         | 16.657                    |         | 103       | 309       | 60         |